# 桑維高
桑維高（1533年—？），字汝抑，號仰斋，山西太原府榆次縣人，民籍，明朝政治人物。

## 生平
嘉靖三十一年（1552年）壬子科山西鄉試第十六名舉人。隆慶五年（1571年）中式辛未科會試第二百五十六名，三甲第二百九十八名進士。吏部觀政，授大理寺评事，萬曆二年（1574年）升寺副，五年正月升四川按察司佥事，二月改陕西，七年十一月升本省右参议，十年五月以勞成疾，准回籍养病，遂致仕。

## 家族
曾祖桑泰，壽官；祖父桑元德；父桑槐，母白氏。具庆下。弟维杰、维貞、维京、维直、维宜。